# Allogymnopleurus olivieri
Allogymnopleurus olivieri är en skalbaggsart som beskrevs av François Louis Nompar de Caumont de Laporte 1840. Allogymnopleurus olivieri ingår i släktet Allogymnopleurus och familjen bladhorningar. Inga underarter finns listade i Catalogue of Life.